# WWE Tribute to the Troops
WWE Tribute to the Troops là một sự kiện thường niên được tổ chức bởi WWE và Armed Forces Entertainment vào tháng 12 trong suốt mùa nghỉ và lễ Giáng sinh từ năm 2003, để vinh danh và tạo điều kiện giải trí cho các thành viên quân đội Hoa Kỳ phục vụ ở Iraq và Afghanistan.